# Kirill Prigoda
Kirill Gennad'evič Prigoda (in russo Кирилл Геннадьевич Пригода?; San Pietroburgo, 29 dicembre 1995) è un nuotatore russo, vincitore di due ori, un argento e tre bronzi ai campionati mondiali di nuoto e di otto ori ai campionati mondiali di nuoto in vasca corta.

## Palmarès
- Mondiali

Budapest 2017: bronzo nei 100m rana e nella 4x100m misti.
Gwangju 2019: bronzo nella 4x100m misti.
Singapore 2025: oro nella 4x100m misti e nella 4x100m misti mista, argento nei 50m rana.
- Mondiali in vasca corta

Doha 2014: bronzo nei 200m rana.
Windsor 2016: oro nella 4x50m sl, nella 4x50m misti e nella 4x100m misti.
Hangzhou 2018: oro nei 200m rana e nella 4x50m misti, argento nella 4x100m misti.
Budapest 2024: oro nella 4x100m misti, nella 4x50m misti mista e nella 4x100m misti mista, argento nei 50m rana, nei 100m rana e nei 200m rana.
- Europei:

Glasgow 2018: argento nella 4x100m misti.
Budapest 2020: argento nella 4x100m misti.
- Europei in vasca corta:

Copenaghen 2017: oro nei 200m rana e nella 4x50m misti, argento nei 50m rana e bronzo nei 100m rana.
- Universiadi

Napoli 2019: oro nei 50m rana e nei 200m rana, argento nei 100m rana e nella 4x100m misti.